# Warm Sounds
Warm Sounds war eine britische Psychedelic-Rock-Band, die von 1967 bis 1968 bestand.
Warm Sonds bestand aus den Musikern Barry Husband, einem früheren Mitglied der Tuesday’s Children, und Denver Gerrard. 1967 nahmen sie bei Deram Records die Single Birds and Bees auf, die den musikalischen Nerv der Zeit traf. Die Single wurde vom Piratensender Wonderful Radio London gespielt, wo sie in der Senderinternen Hitliste zeitweise den ersten Platz belegte. Das Lied war daraufhin für sechs Wochen in den britischen Singlecharts und erreichte dort als höchste Platzierung den Platz 27.
Ihre zweite Single Nite Is A Comin’ wurde ein Flop, woraufhin sie zu Immediate Records wechselten und dort ihre dritte Single Sticks And Stones aufnahmen. Als diese Single ebenfalls nicht vom Publikum angenommen wurde trennten sich Husband und Gerrard. Husband schloss sich mit dem Schlagzeuger Candy John Carr, mit dem Warm Sounds zusammengearbeitet hatten, erst Hapshash and the Coloured Coat und dann Donovans Band Open Road an, Gerrard verfolgte eine Karriere als Solokünstler.